# Hlubčice
Hlubčice (polsky Głubczyce, v roce 1750 Leobszyce, v letech 1945–1946 Głąbczyce, německy Leobschütz) jsou město v jižním Polsku v Opolském vojvodství, sídlo okresu Hlubčice a stejnojmenné gminy. Leží na řece Cině v Opavské pahorkatině na území, které původně patřilo Moravě a pak se stalo součástí Horního Slezska, v blízkosti českých hranic (5 km k nejbližšímu hraničnímu přechodu). V roce 2024 zde žilo 11 651 obyvatel.

## Dějiny

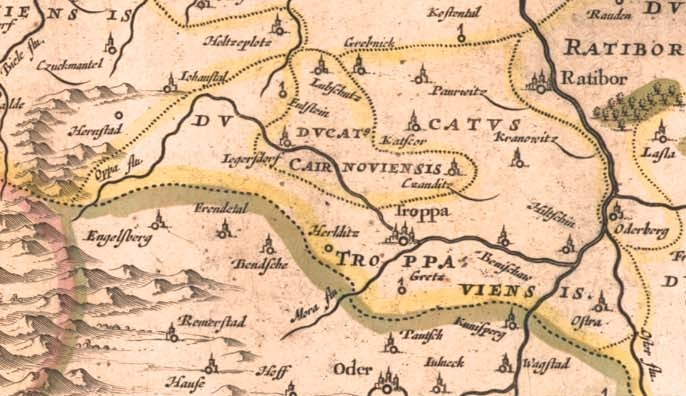
Hlubčice (Lubſchutz) na mapě Opavského a Krnovského knížectví z roku 1645

Někteří badatelé ztotožňují s oblastí Hlubčic záhadný kmen Lupiglaa zmíněný v roce 845 Bavorským geografem, neexistují však pro to žádné důkazy. První věrohodná zmínka o osadě Glubcici pochází z roku 1107. V rámci německé východní kolonizace ve 13. století se zde rozvinulo město, z roku 1224 pochází zmínka o Lubschicz (srov. německý název Leobschütz), kde se nacházela celnice. Pravděpodobně během mongolského vpádu v roce 1241 bylo zničeno a následně za vlády Přemysla Otakara II. znovuvybudováno.
Zdejší úprava magdeburského práva se stala vzorem pro zakládání dalších měst – podle hlubčického městského práva se řídily například Horní Benešov, Uherský Brod nebo Nový Jičín. Hlubčická rada vydávala právní poučení pro široké okolí až do třicetileté války. Důležitou památkou německého písemnictví je dochovaný Kodex hlubčického práva (Codex iuris Lubschicensis) z roku 1421. Od 70. let 13. století do sekularizace církevních statků v roce 1810 spravoval místní farnost řád johanitů, který měl komendu v sousední obci Hrobníky a od první poloviny 14. století do roku 1520 v samotných Hlubčicích.
Město náleželo až do 70. let 20. století olomoucké diecézi a nacházelo se na moravské straně původní moravsko-slezské hranice stvrzené Kladským mírem v roce 1137. Od roku 1269 patřilo Opavskému knížectví. Jeho dělením po smrti Mikuláše II. Opavského v roce 1365 vzniklo samostatné Hlubčické knížectví, které existovalo do roku 1394 a opět v letech 1433–1485. Od počátku roku 1490 byl majitelem Hlubčického knížectví a vévodou hlubčíckým Petr Haugvic z Biskupic, po něm Jan Haugvic z Biskupic. V roce 1503 bylo Hlubčicko spojeno s Krnovskem pod vládou Schellenbergů, Hohenzollernů a po roce 1621 Lichtenštejnů. Ve 14. století začal postupný proces politické integrace této oblasti se Slezskem završený v 17. století. Během třicetileté války město opanovala dánská vojska Petra Arnošta Mansfelda (1626–1627) a Švédové pod velením Hanse Christoffa Königsmarcka (1645–1650).

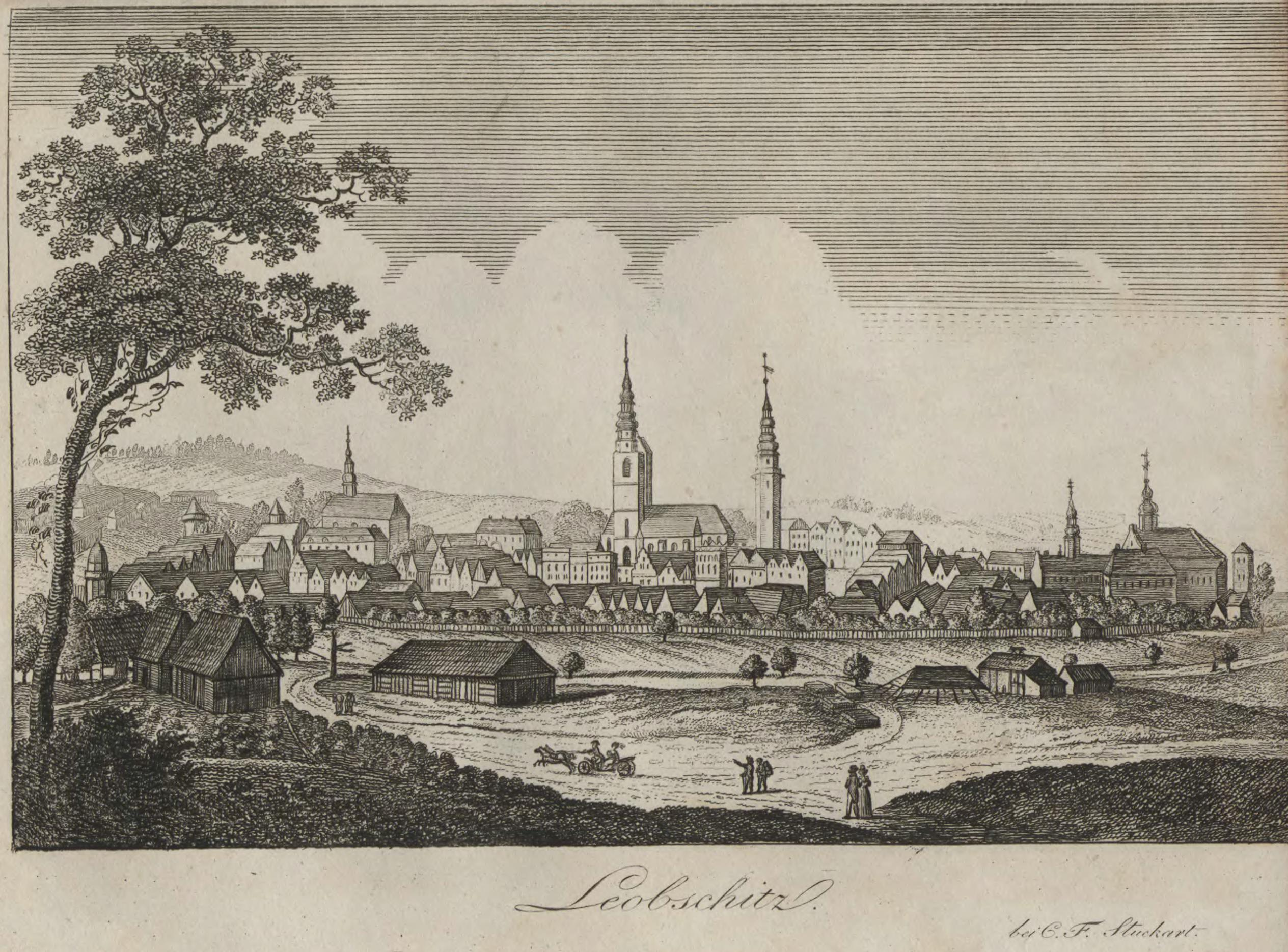
Pohled na Hlubčice v roce 1818

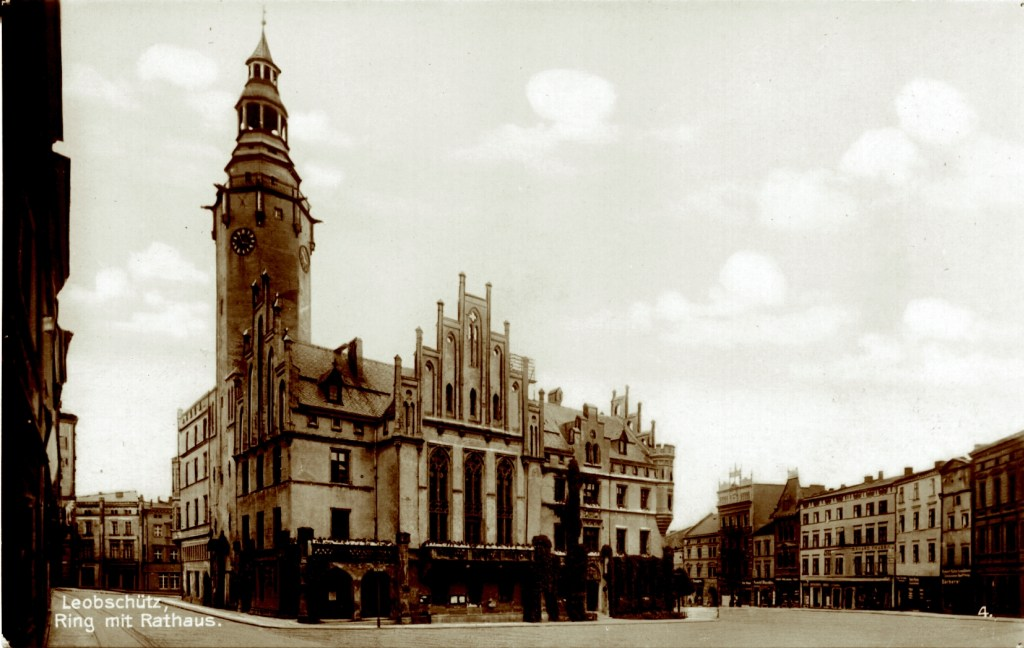
Hlavní náměstí a radnice před druhou světovou válkou

Po první slezské válce v roce 1742 došlo k rozdělení Slezska a jedním z dotčených území bylo Krnovsko. Severní část knížectví včetně Hlubčic připadla Prusku. Vznikl okres Hlubčice (Landkreis Leobschütz), který od správní reformy v roce 1815 byl součástí vládního obvodu Opolí (Regierungsbezirk Oppeln) v rámci provincie Slezsko, od roku 1871 ve sjednoceném Německu. Bylo součástí daňové inspekce v Prudníku.
Nejvýznamnějšími podniky založenými v období průmyslové revoluce byl pivovar (1856) a textilní továrny Moritze Teichmanna (1854, pozdější Merkury) a Beniamina Holländra (1856/7). V roce 1855 získaly Hlubčice železniční spojení s Ratiboří, v roce 1873 s Krnovem (viz železniční trať č. 177) a v roce 1876 s Deutsch Rasselwitz (Racławice Śląskie). Postupně byla zbourána většina středověkých hradeb a město se začalo vyvíjet západním směrem podél dnešní ulice Kochanowskiego. Došlo k regulaci toku Ciny a roku 1837 byl založen městský park – nábřežní promenáda. Přestavbu centra ovlivnil velký požár v roce 1854.

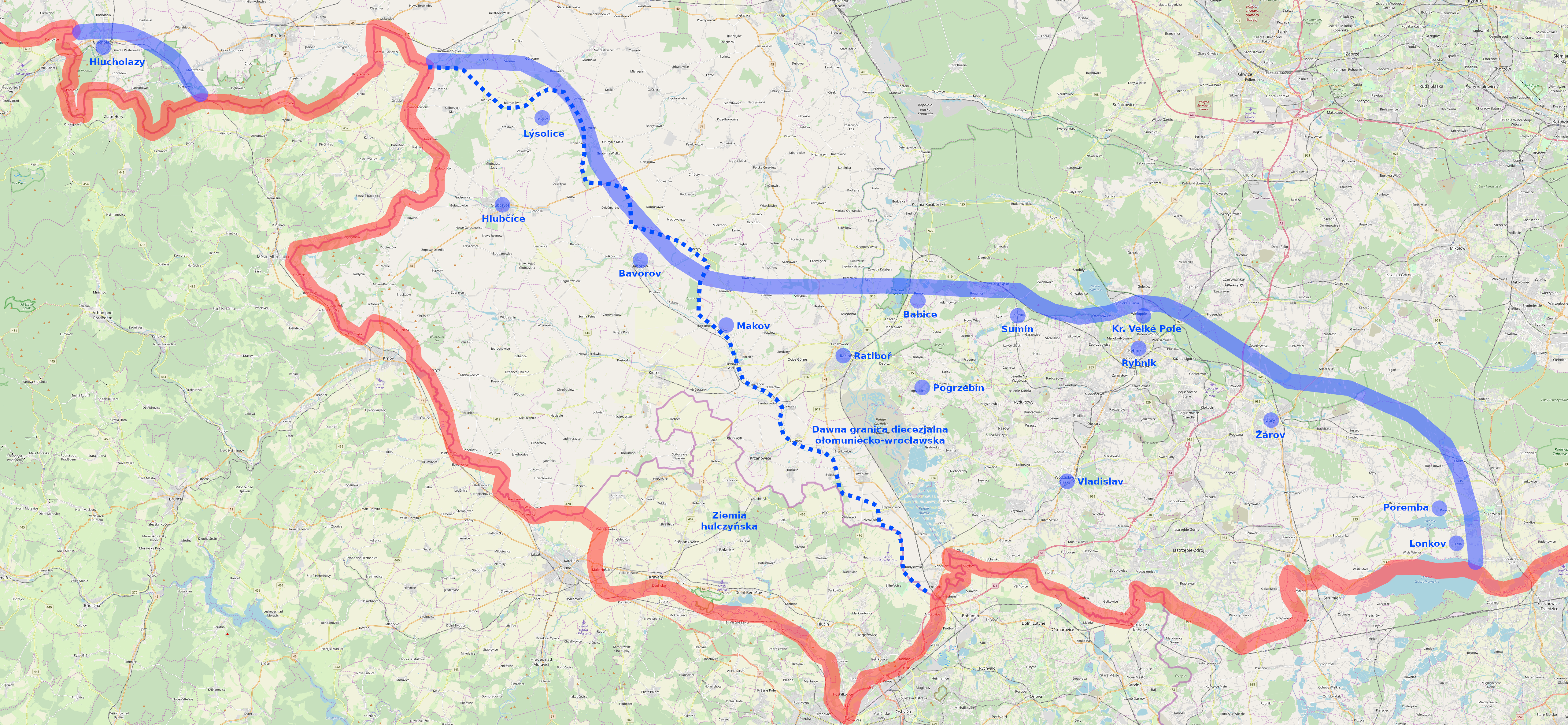
Československé územní nároky v roce 1919

V roce 1910 čítaly Hlubčice 13 081 obyvatel, z toho 96 % německojazyčných a 86,5 % katolického vyznání. V hornoslezském plebiscitu po první světové válce se 99,3 % hlasujících vyslovilo pro setrvání v Německu. Bez úspěchu prosazoval na pařížské mírové konferenci Edvard Beneš připojení Hlubčicka a dalších oblastí pruského Slezska k Československu.

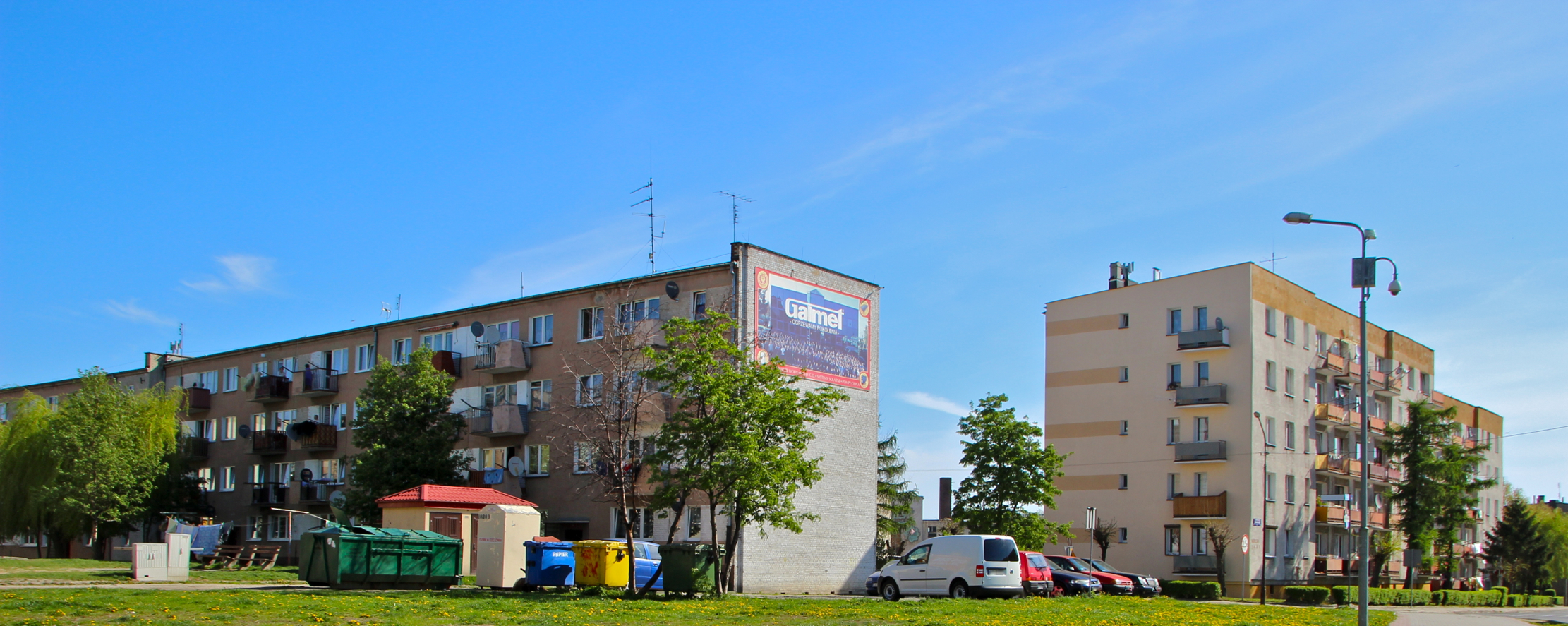
Panelové sídliště na místě historického jádra (severovýchodní roh Hlavního náměstí)

Rudá armáda obsadila město 24. března 1945. V důsledku šestidenního obležení a následného plundrování sovětskými vojáky došlo ke zničení 40 % zástavby, v hromadu trosek se obrátilo celé historické jádro Hlubčic. Po válce nebylo až na hlavní církevní památky obnoveno a na jeho místě vyrostlo panelové sídliště, které svou urbanistickou kompozicí jen volně navazuje na dřívější stav. Na základě Jaltské a Postupimské dohody byly Hlubčice, i přes opětovné československé snahy o připojení, přiznány Polsku. Odsunuté německé obyvatelstvo nahradili polští přesídlenci z východních území postoupených SSSR a osadníci z centrálního Polska. Dosídlování periferního Hlubčicka bylo však dlouhodobým procesem, teprve v 70. letech dosáhl počet obyvatel předválečného stavu. Od roku 1950 je město součástí Opolského vojvodství. V roce 2000 byla zrušena veškerá železniční doprava.

## Pamětihodnosti
- Kostel Narození Panny Marie – farní kostel s mohutným dvouvěžím postavený v gotickém stylu ve 13. století, několikrát přestavovaný, naposledy v letech 1903–1907; přiléhá k němu kaple svatého Fabiána a Šebestiána z roku 1501;
- Radnice – po roce 1945 z ní zbylo pouze torzo věže; v letech 2006–2008 proběhla výstavba nové budovy, která má napodobovat renesanční vzhled historické radnice před novogotickou přestavbou z roku 1862; sídlí zde Muzeum Hlubčicka (Muzeum Ziemi Głubczyckiej) a městská knihovna, věž slouží jako rozhledna; z východní strany byl ke staronové radnici přistavěn soubor pěti pseudohistorických domů;
- Mariánský sloup před radnicí – barokní z roku 1732;
- Františkánský kostel a klášter – barokní komplex postavený mezi lety 1753 až 1750 podle návrhu Johanna Innozenze Töppera;
- Kostel svaté Anny na Horním předměstí (severním) – barokní z roku 1778;
- Pozůstatky městských hradeb se šesti dochovanými baštami;
- Ulice Kochanowskiego (dříve König Ottokar-Strasse) – hlavní urbanistická osa Hlubčic v 19. století:
  - Magistrát – novorenesanční budova postavená v letech 1876–1879 původně jako sídlo okresního hejtmanství (Landratsamtu);
  - Okresní hejtmanství – původně novorenesanční činžovní dům z druhé poloviny 19. století;
  - Okresní soud – budova v novorománském stylu z roku 1850, přiléhá k ní podobná budova věznice;
  - Základní škola č. 2 – novogotická budova z roku 1888, původně chlapecká škola;
  - Gymnázium – novogotická budova z roku 1902;
- Sladovna – monumentální stavba z druhé poloviny 19. století, v současnosti opuštěná a chátrající;
- Vlakové nádraží – novorenesanční výpravní budova z roku 1890, která svým tvarem s charakteristickou věží měla připomínat lokomotivu; po roce 2000 opuštěná a chátrající;
- Vodojem z roku 1900;

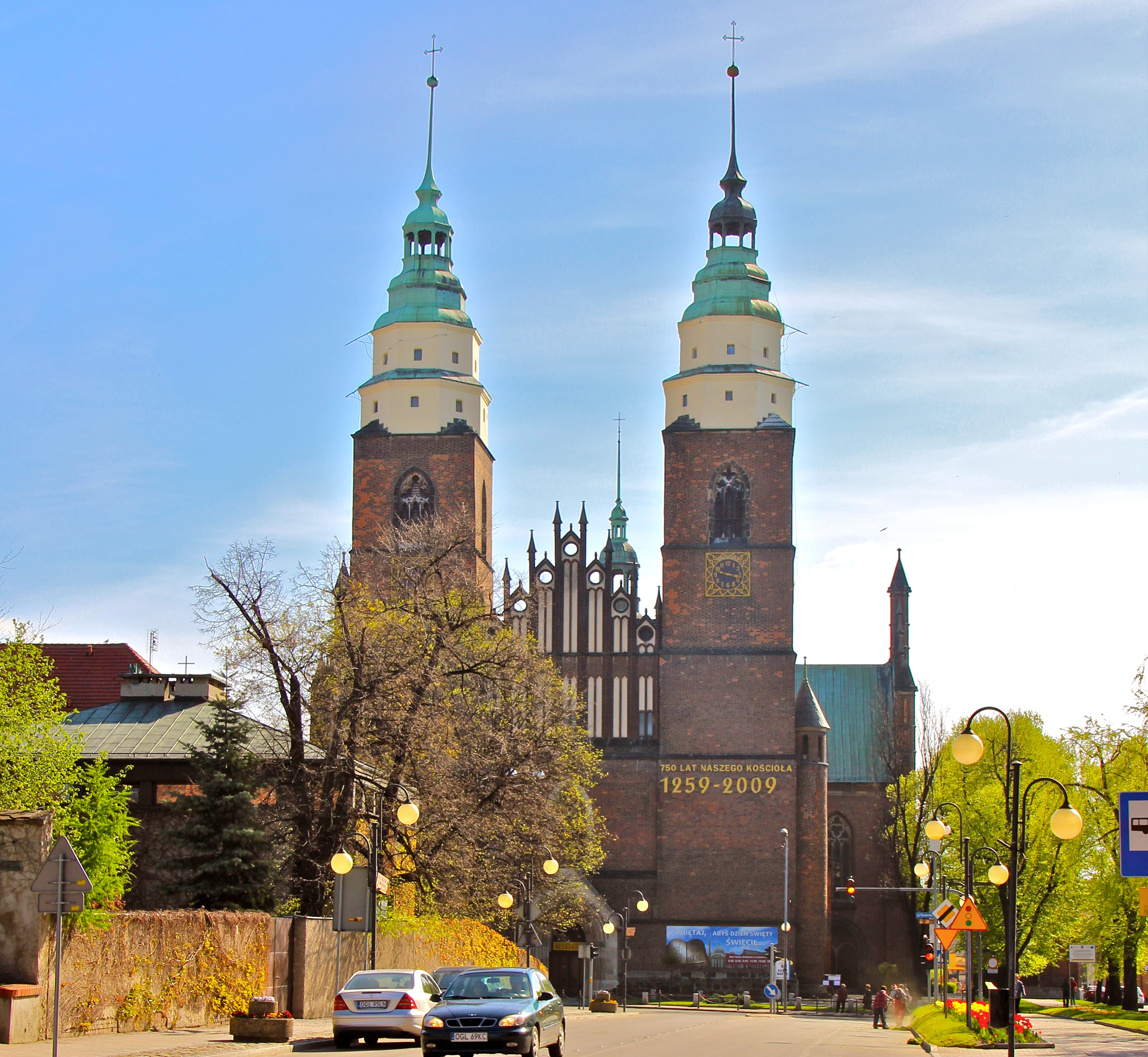
Kostel Narození Panny Marie
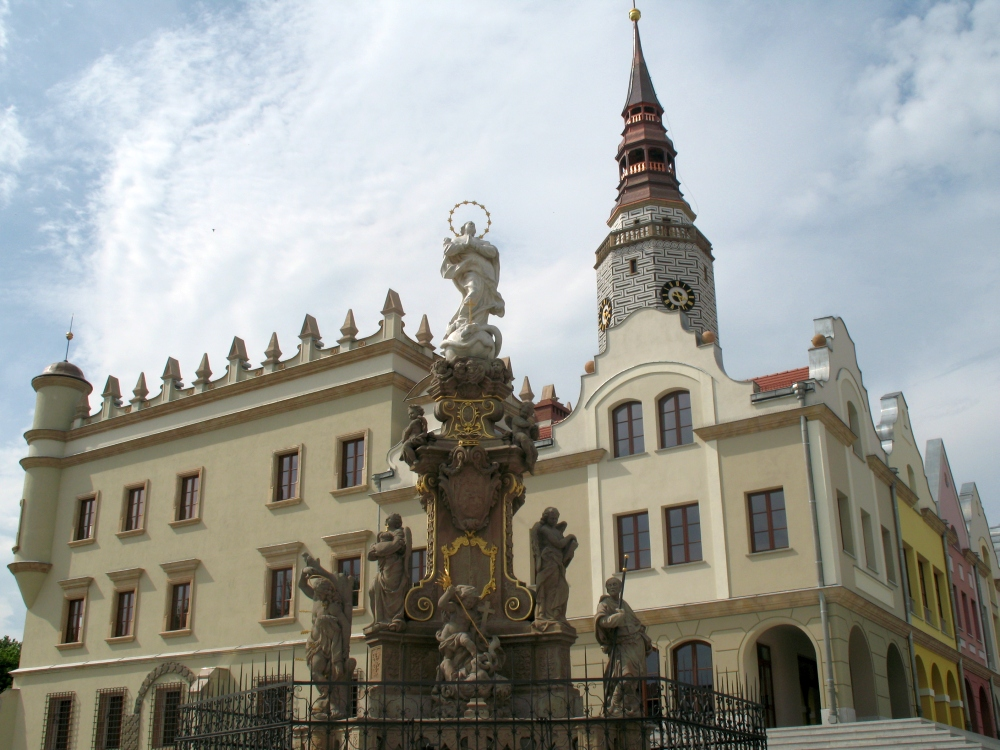
Mariánský sloup a radnice
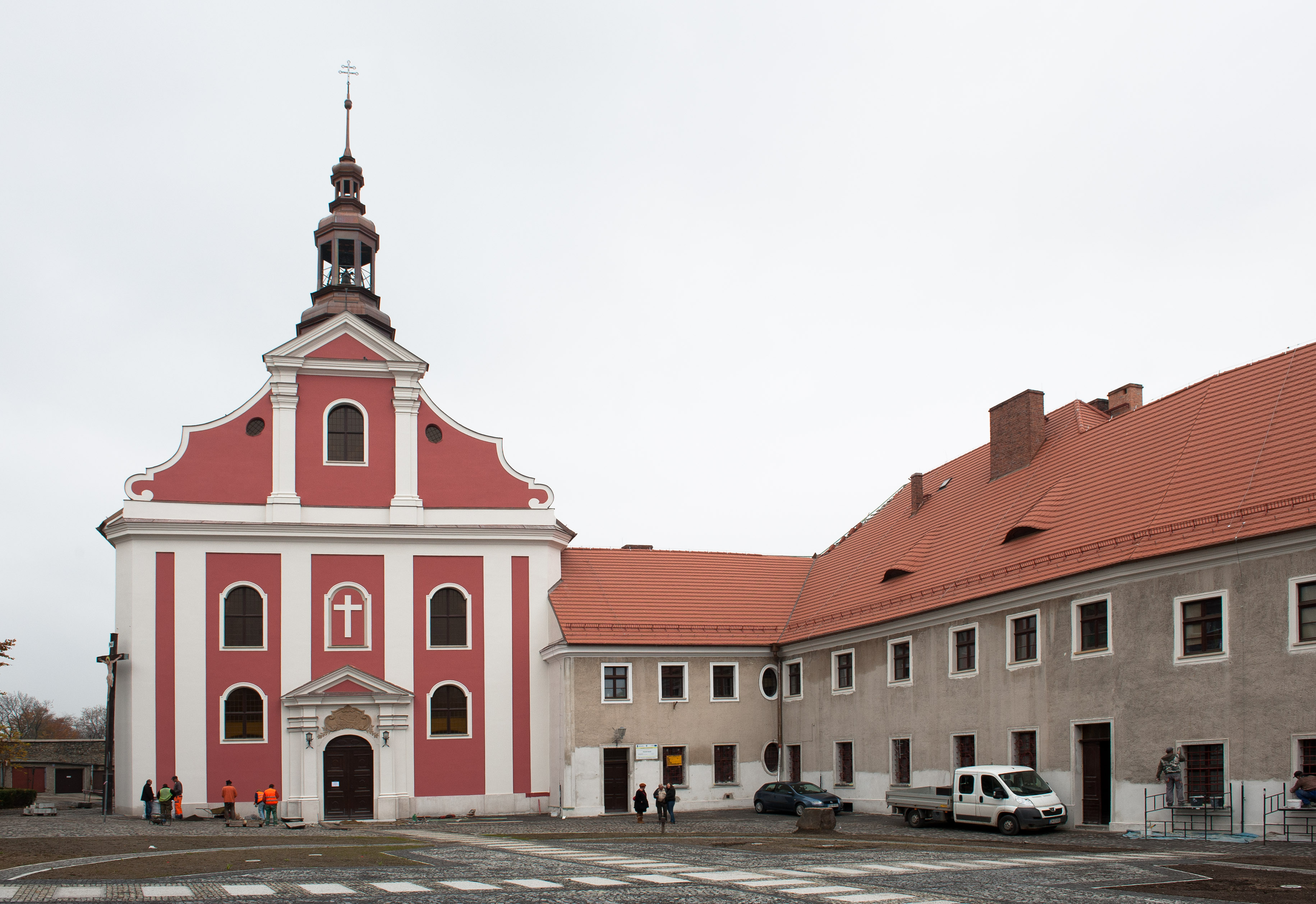
Františkánský kostel a klášter
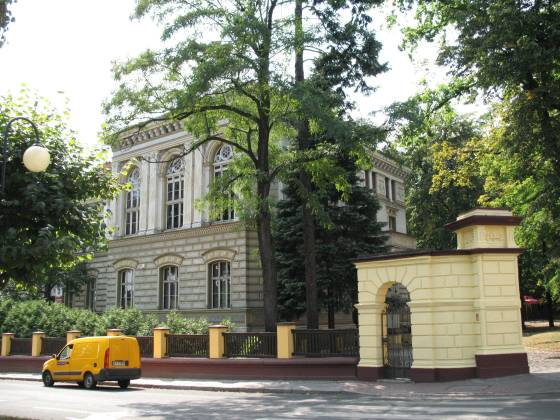
Magistrát
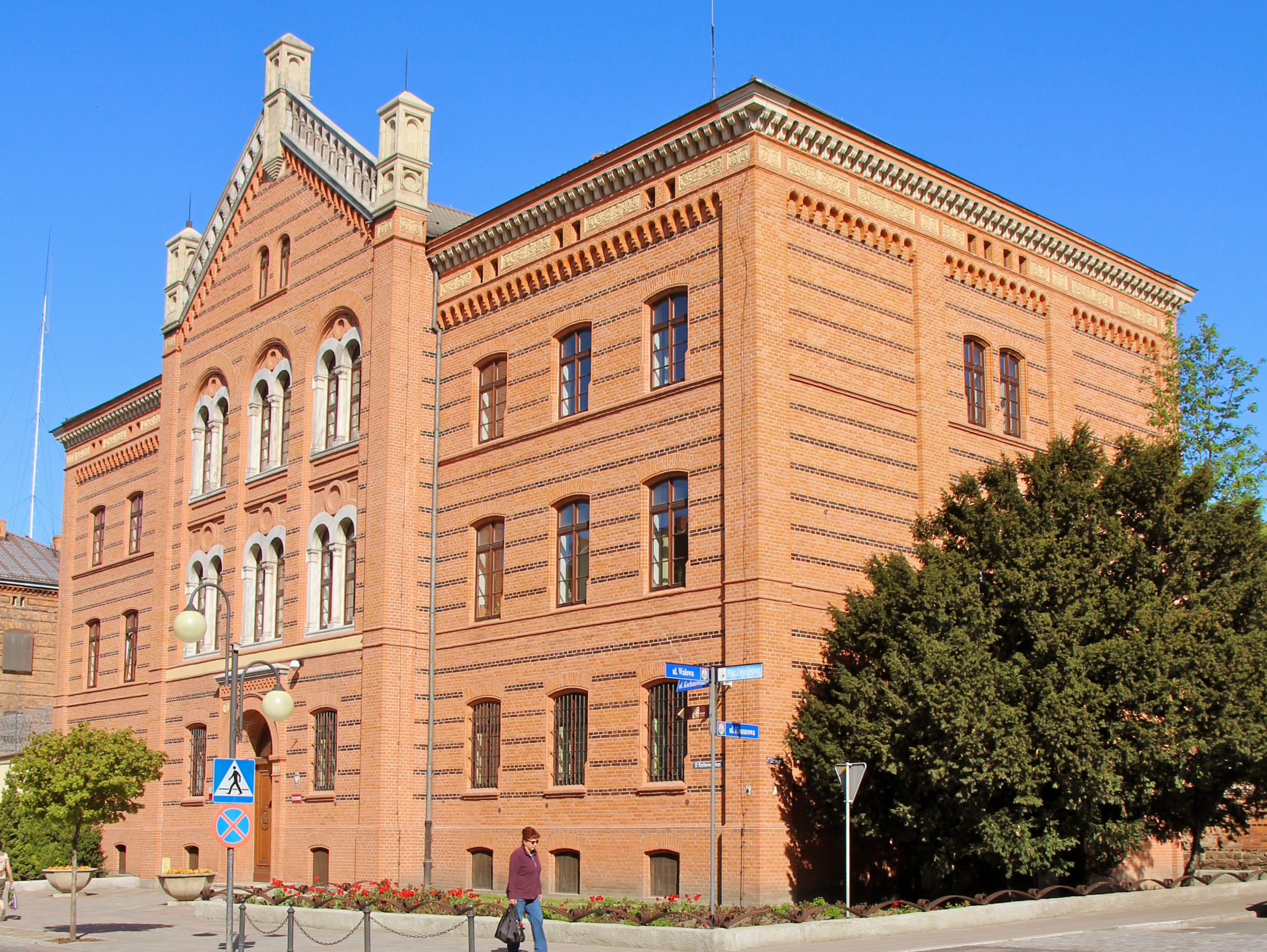
Okresní soud
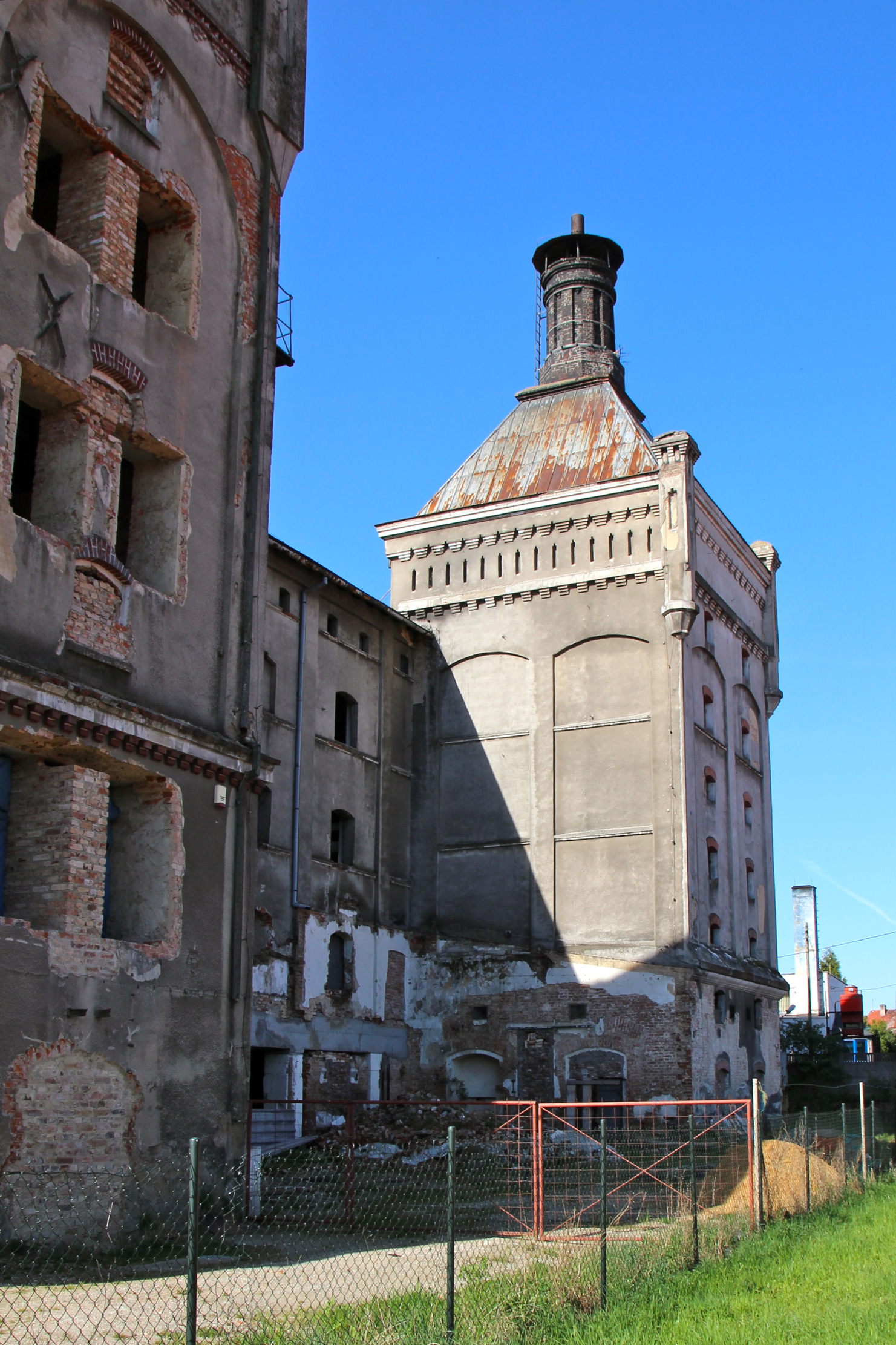
Sladovna

## Doprava

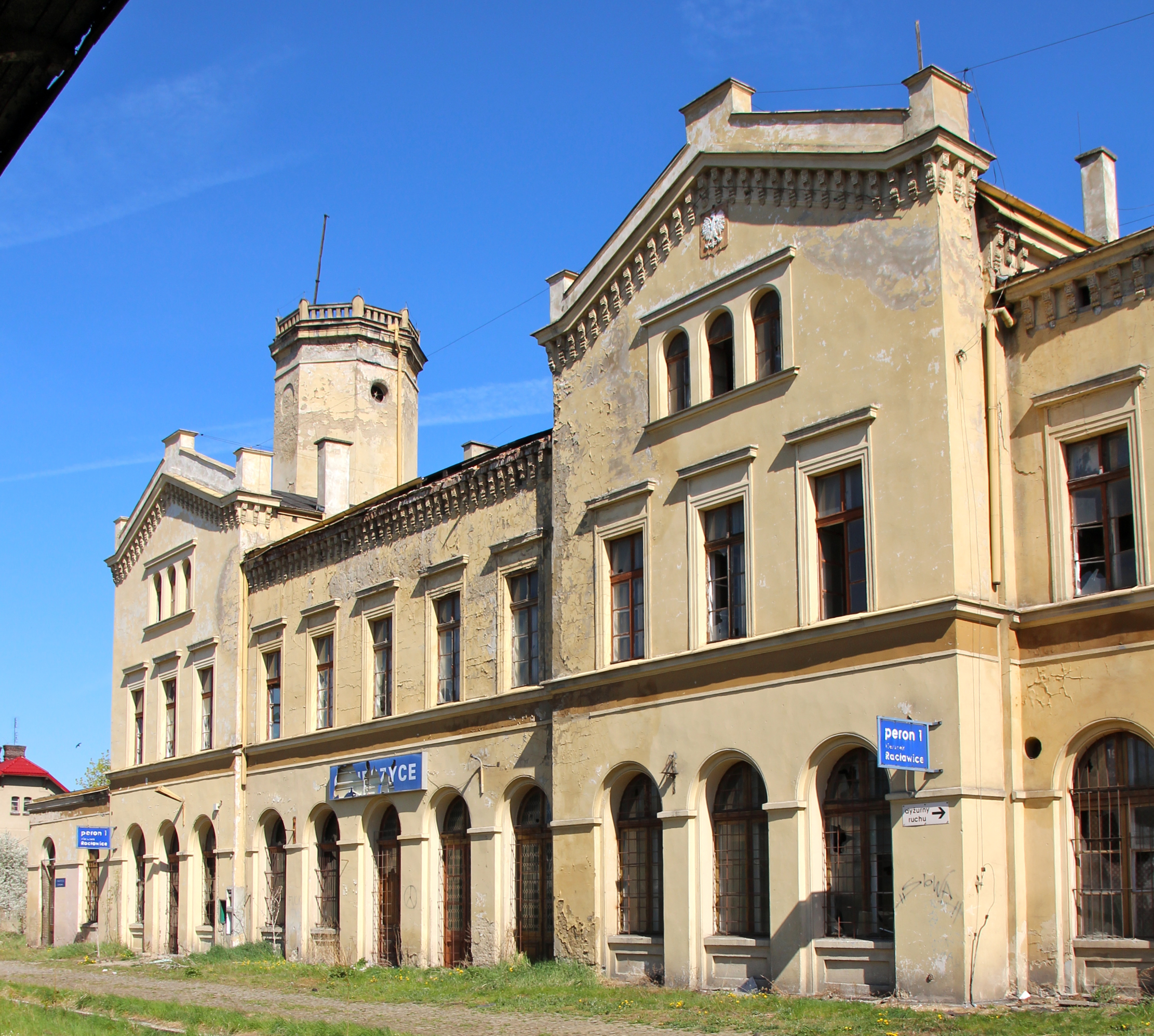
Opuštěné nádraží (stav v roce 2012)

Hlubčice byly v minulosti železničním uzlem regionálního významu. Přeshraniční doprava do Krnova byla zastavena po druhé světové válce a v úseku Hlubčice – Petříkovy (Pietrowice Głubczyckie) v roce 1970 pro osobní dopravu a v roce 1992 pro nákladní, následně byla tato trať rozebrána. 3. dubna 2000, kdy byl naráz zrušen provoz na 1 028 km tratí v celém Polsku, ztratily Hlubčice spojení s Ratiboří a uzlovou stanicí Racławice Śląskie a jsou dnes jediným okresním městem v Opolském vojvodství bez vlakové dopravy. V roce 2020 byl projekt obnovy trati Ratiboř – Hlubčice – Racławice Śląskie, podporovaný místními samosprávami, zařazen do vládního programu Kolej+ a začaly práce na studii proveditelnosti.
Městem prochází národní silnice č. 38 spojující Kandřín-Kozlí s hraničním přechodem u Krnova a vojvodská silnice č. 416, která vede na sever do Horního Hlohova a Krapkowic a na jih do Ketře a Ratiboře. V roce 2014 byl dokončen čtyřkilometrový východní obchvat.
Příměstskou a regionální autobusovou dopravu zajišťuje dopravní podnik PKS Głubczyce.

## Osobnosti
- Karl Bulla (1853/55–1929) – novinářský a portrétní fotograf působící v Rusku, „otec ruského fotožurnalismu“
- Felix Hollaender (1867–1931) – spisovatel a divadelní režisér, bratr Gustava a Victora
- Gustav Hollaender (1855–1915) – houslista, dirigent a skladatel, bratr Felixe a Victora
- Victor Hollaender (1866–1940) – klavírista, dirigent a skladatel, bratr Felixe a Gustava
- Otfried Höffe (* 1943) – filozof, věnuje se zejména problematice etiky
- Richard König (1863–1937) – sochař
- Cyprián Lelek (1812–1883) – katolický kněz a český národní buditel v pruském Slezsku, narozený v Dolním Benešově vychodil hlubčické gymnázium a zde zemřel;
- Erwin Félix Lewy-Bertaut (1913–2003) – krystalograf, člen Francouzské akademie věd
- Adam Lipiński (* 1956) – politik, místopředseda strany Právo a spravedlnost v letech 2001–2020
- Ferdinand Piontek (1878–1963) – katolický kněz, poslední německý kapitulní vikář vratislavské arcidiecéze
- Karl Schabik (1882–1945) – architekt a urbanista působící zejména v Hlivicích
- Stefanie Zweig (1932–2014) – spisovatelka, jako dítě židovského původu uprchla před nacistickým režimem do Keni a své vzpomínky pak zpracovala v knize Nikde v Africe (Nirgendwo in Afrika) a dalších „afrických románech“

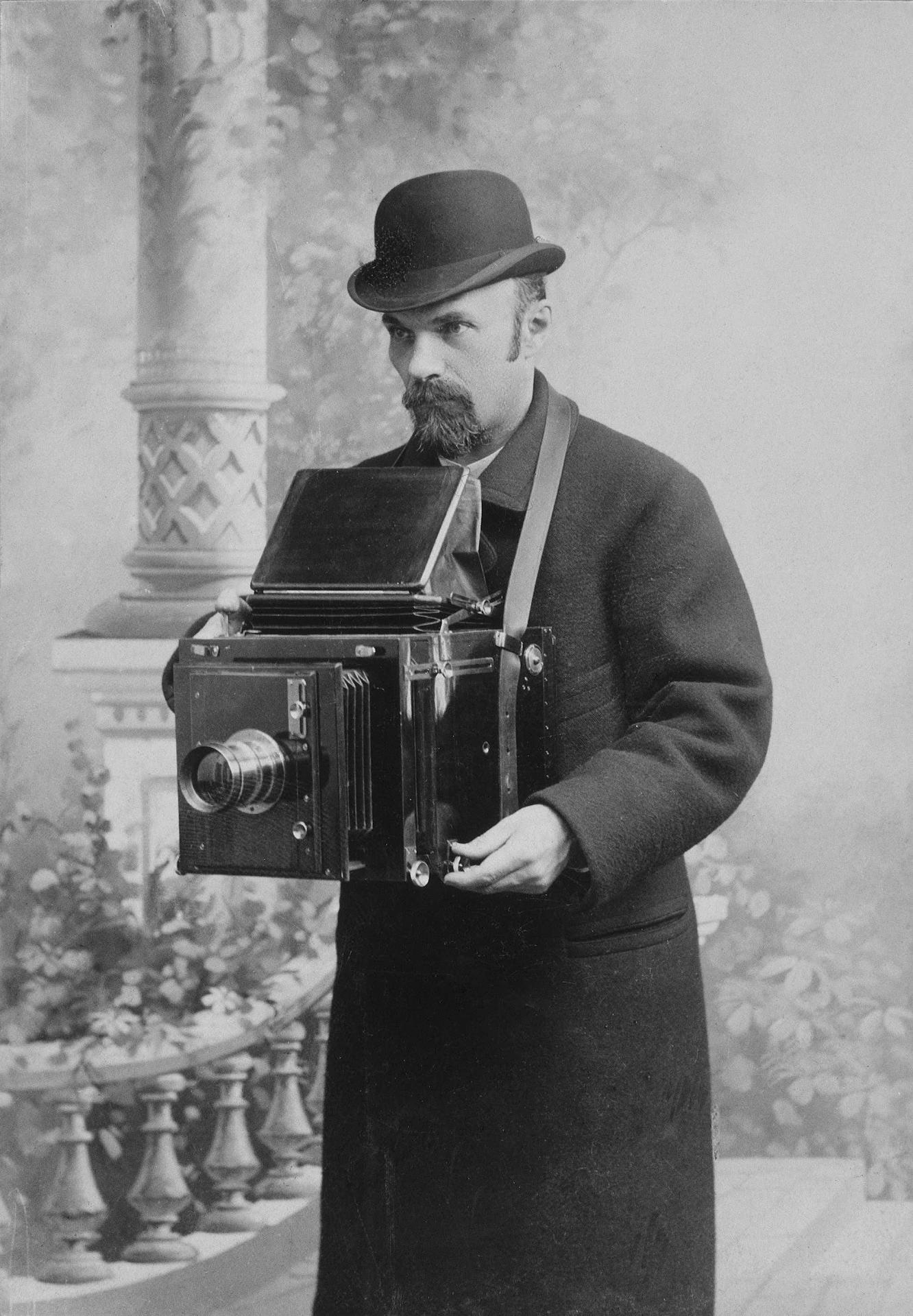
Karl Bulla
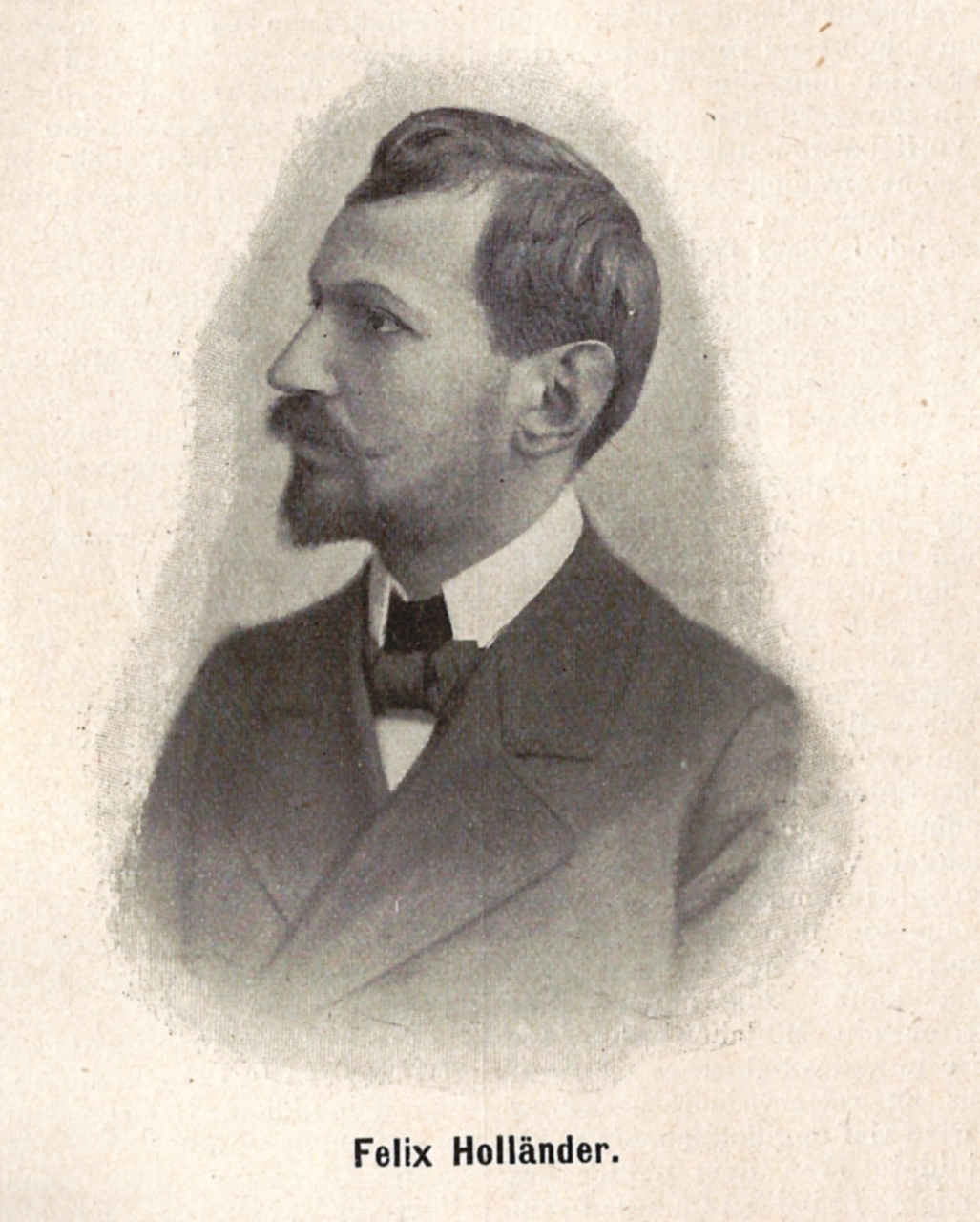
Felix Hollaender
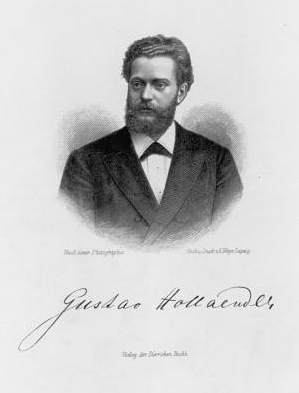
Gustav Hollaender
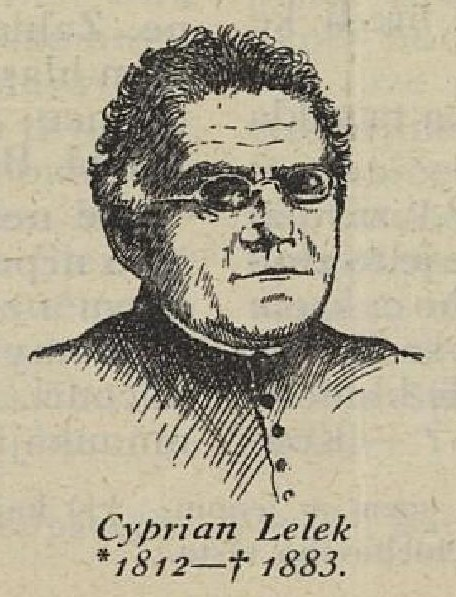
Cyprián Lelek
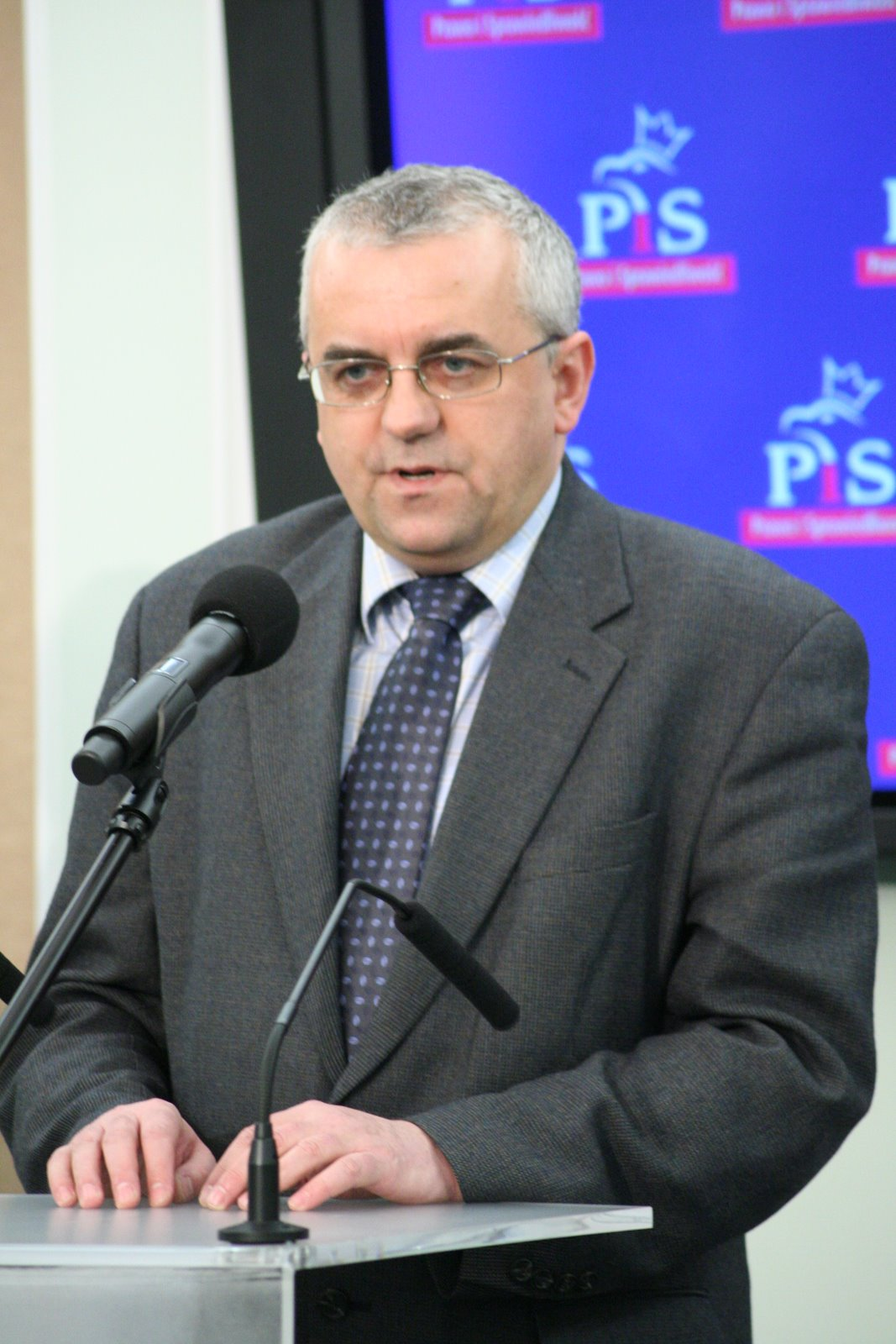
Adam Lipiński
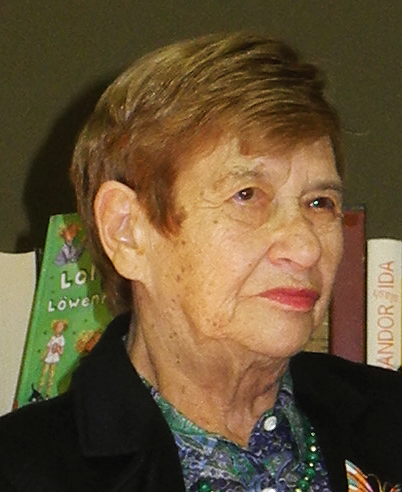
Stefanie Zweig

## Partnerská města a obce
- Krnov (Česko, Moravskoslezský kraj)
- Město Albrechtice (Česko, Moravskoslezský kraj)
- Rusín (Česko, Moravskoslezský kraj)
- Rockenhausen (Německo, spolková země Porýní-Falc)
- Saint-Rémy-sur-Avre (Francie, region Centre-Val de Loire)
- Zbaraž (Ukrajina, Ternopilská oblast)